# Lake Ozark
Lake Ozark è un comune degli Stati Uniti d'America, situato nello Stato del Missouri, diviso tra la contea di Miller e la contea di Camden.